# Maria Serraino
(Maria Serraino ai Carabinieri)
Maria Serraino, detta "mamma eroina" o "La Signora" (Cardeto, 14 novembre 1931 – Milano, 7 dicembre 2017), è stata una mafiosa italiana.
Fu a capo dei Serraino della 'ndrangheta a Milano, originaria di Cardeto, vicino a Reggio Calabria. È la cugina di Paolo Serraino, capobastone del ramo di Reggio Calabria.
Si sposò con Rosario Di Giovine, un contrabbandiere di sigarette, reato per il quale, tra il 1949 e il 1985, fu condannato ben 65 volte. Viene ancora oggi considerata come la matrona di tutta la 'ndrangheta.

## Biografia
(Maria Serraino ai giornalisti)

### Milano - dal traffico di sigarette al traffico internazionale di droga
Nel 1963 si trasferirono a Milano.
La famiglia Serraino-Di Giovine prese il controllo di piazza Prealpi, una piazza nella parte nord di Milano, e di via Cristina Belgioioso, in periferia a Roserio.
Dagli anni '70 passano dalle sigarette alla droga (hashish, cocaina, eroina ed ecstasy) e coinvolgono l'intera famiglia di 12 figli. I figli più grandi, Antonio ed Emilio Di Giovine, che trattavano auto rubate, aiutarono nel traffico di droga con la Turchia e la centrale dello spaccio diventò la zona di Piazza Prealpi. Alla fine degli anni '70 a Milano diventano il più grande gruppo criminale nel traffico di droga di livello internazionale. Serraino era conosciuta come "Mamma eroina" perché era solita ricompensare i suoi spacciatori, ed anche i suoi figli Sandro e Mima Di Giovine (Alessandro e Domenica), con dosi di droga, tanto che svilupparono in poco tempo una forte dipendenza dall'eroina, che lei è un'altra figlia, Santa Margherita detta Rita, dovevano iniettare loro per evitare che acquistassero altrove dosi di pessima qualità; ciò li condusse nell'ottobre 1990 alla morte per overdose a distanza di nove giorni l’uno dall’altra.
Mentre Maria Serraino gestiva gli affari a Milano, in Spagna c'era Emilio Di Giovine che trafficava in hashish dal Marocco all'Inghilterra e cocaina dalla Colombia per Milano in cambio di armi. Le armi venivano poi inviate in Calabria, dove i parenti erano coinvolti nella seconda guerra di 'ndrangheta. A quei tempi il capo di nome era il figlio Emilio Di Giovine, ma di fatto comandava Maria Serraino.

### Fine dell'organizzazione
L'organizzazione fu smantellata tra il 1993 e il 1995 da tre operazioni di polizia chiamate Belgio, dal nome della strada di dove il clan risiedeva. Furono arrestati 180 membri dell'organizzazione. Un importante fattore nella caduta fu l'arresto di Maria Di Giovine figlia di Rita nel marzo 1993 a Verona, in possesso di 1 000 tavolette di ecstasy. All'età di 12 anni, venne portata via da scuola per aiutare a spacchettare la cocaina nascosta nei pannelli delle auto importate, e di inserire l'eroina nelle bottiglie di shampoo. Trasportava grandi somme di denaro e quantità di droga. Parte del suo lavoro era di corrompere la polizia locale per non controllare le attività di famiglia, e in alcuni casi per avere informazioni sulle investigazioni e gli arresti imminenti. Una madre di tre figli di diversi padri, che è stata in carcere varie volte. La figlia di Rita diventò dipendente dall'eroina, dal momento che fu a contatto con quel mondo da quando aveva 15 anni. Rita decise di dare prove contro la sua famiglia in cambio della protezione dello Stato. La polizia prese i suoi fratelli, sua madre, suo padre, suo figlio e suo marito.

### Condanna
Maria Serraino fu condannata all'ergastolo per associazione a delinquere di stampo mafioso e omicidio nel settembre 1997. La condanna all'ergastolo era per aver ordinato l'omicidio di uno spacciatore di droga che lavorava per la famiglia, colpevole di voler mettersi in proprio. Nel dicembre 1998 rimase vedova. Nel 2015, a ottantatre anni, in quanto malata di cancro le vennero concessi gli arresti domiciliari. Tornò nella sua casa di Piazza Prealpi.

## Nei media
- Bang Bang Baby (2022), serie tv di Amazon Prime Video - il personaggio della serie Guendalina “Lina” Barone, interpretato da Dora Romano, è ispirato alla figura di Maria Serraino.